# Lekkoatletyka na Letnich Igrzyskach Olimpijskich 1908 – bieg na 3200 m przez przeszkody mężczyzn
Bieg na 3200 m przez przeszkody był jedną z konkurencji lekkoatletycznych na letnich igrzyskach olimpijskich 1908 w Londynie, która odbyła się w dniach 17-18 lipca 1908. Uczestniczyło 24 zawodników z 6 krajów.

## Rekordy
Rekordy świata i olimpijskie przed rozegraniem konkurencji.
| Rekord świata     |            | brak          |                   |                  |
| Rekord olimpijski | 7:34,4(*)  | George Orton  | Paryż (FRA)       | 15 lipca 1900    |
| Rekord olimpijski | 7:39,6(**) | Jim Lightbody | Saint Louis (USA) | 29 sierpnia 1904 |

(*) - dystans 2500 m, obwód bieżni 500 m
(**) - dystans 2500 m, obwód bieżni 536,45 m

## Wyniki

### Runda 1
Wszystkie biegi miały miejsce 17 lipca.
| Miejsce | Zawodnik           | Państwo           | Czas    |
| ------- | ------------------ | ----------------- | ------- |
| 1       | Arthur Russell     | Wielka Brytania   | 10:56,2 |
| 2       | Massimo Cartasegna | Włochy            | 11:15,0 |
| —       | Gaston Ragueneau   | Francja           | DNF     |
| —       | Edward Carr        | Stany Zjednoczone | DNF     |
| —       | Thomas Downing     | Wielka Brytania   | DQ      |

| Miejsce | Zawodnik                 | Państwo           | Czas    |
| ------- | ------------------------ | ----------------- | ------- |
| 1       | John Eisele              | Stany Zjednoczone | 11:13,6 |
| —       | Antal Lovas              | Węgry             | DNF     |
| —       | Louis Bonniot de Fleurac | Francja           | DNF     |
| —       | Frank Buckley            | Wielka Brytania   | DNF     |
| —       | Joseph English           | Wielka Brytania   | DNF     |

| Miejsce | Zawodnik          | Państwo         | Czas    |
| ------- | ----------------- | --------------- | ------- |
| 1       | William Galbraith | Kanada          | 11:12,4 |
| —       | Henry Barker      | Wielka Brytania | DNF     |

| Miejsce | Zawodnik         | Państwo           | Czas    |
| ------- | ---------------- | ----------------- | ------- |
| 1       | Archie Robertson | Wielka Brytania   | 11:10,0 |
| 2       | Gayle Dull       | Stany Zjednoczone | 11:50,0 |
| —       | George Bonhag    | Stany Zjednoczone | DNF     |
| —       | Richard Yorke    | Wielka Brytania   | DQ      |

| Miejsce | Zawodnik       | Państwo           | Czas    |
| ------- | -------------- | ----------------- | ------- |
| 1       | Guy Holdaway   | Wielka Brytania   | 11:18,8 |
| 2       | Joseph Kinchin | Wielka Brytania   | 11:44,0 |
| 3       | Roland Spitzer | Stany Zjednoczone | b.d     |
| 4       | Charles Hall   | Stany Zjednoczone | b.d     |

| Miejsce | Zawodnik         | Państwo           | Czas    |
| ------- | ---------------- | ----------------- | ------- |
| 1       | Harry Sewell     | Wielka Brytania   | 11:30,2 |
| 2       | Jim Lightbody    | Stany Zjednoczone | 11:41,0 |
| —       | James Fitzgerald | Kanada            | DNF     |
| —       | Billy Grantham   | Wielka Brytania   | DNF     |

### Finał
Finał został rozegrany 18 lipca.
| Miejsce | Zawodnik          | Państwo           | Czas    |
| ------- | ----------------- | ----------------- | ------- |
| 1       | Arthur Russell    | Wielka Brytania   | 10:47,8 |
| 2       | Archie Robertson  | Wielka Brytania   | 10:48,4 |
| 3       | John Eisele       | Stany Zjednoczone | 11:00,8 |
| 4       | Guy Holdaway      | Wielka Brytania   | 11:26,0 |
| 5       | Harry Sewell      | Wielka Brytania   | b.d     |
| 6       | William Galbraith | Kanada            | b.d     |